# Manuel Alonso Peña
Manuel Alonso Peña (Santa Cruz de la Zarza, Toledo, 10 de agosto de 1903-1982) fue un ingeniero agrónomo español destacado en el estudio y la investigación de los problemas de los cereales. 

## Biografía
Manuel Alonso Peña nació el 10 de agosto de 1903 en el municipio toledano de Santa Cruz de la Zarza, en el seno de una familia de agricultores.
Cursó sus estudios de Ingeniería agronómica en Madrid y los finalizó en 1932. Después de realizar varios trabajos en Almería y Plasencia fue destinado a Cuenca, ciudad en la que desarrolló su labor hasta su fallecimiento en 1982. Sus esfuerzos se centraron en el estudio y la investigación de los problemas de los cereales. Al comienzo de su trayectoria científica llegó a reunir una completa colección de material genético de gramíneas espontáneas, lo que le facilitó encaminar su actividad hacia los cereales, tanto en su vertiente botánica como en la práctica. También fue muy importante su investigación aplicada del trigo, con repercusión nacional e internacional, logrando una de las más completas variedades del género. Los medios materiales y humanos con los que contó en sus investigaciones fueron bastante reducidos, ya que no contó con ayudas oficiales y tuvo que desarrollar su actividad con su esfuerzo personal y la colaboración de sus ayudantes.
Gracias a sus trabajos, se han conseguido grandes avances en la transferencia de genes de especies silvestres a otras cultivadas y se han obtenido y mejorado nuevas variedades de trigo. Es destacado su trabajo sobre el primer gen descrito que confiere al trigo un elevado grado de resistencia al mal del pie (Pseudocercosporella herpotrichoides) transferido desde la variedad Aegilops ventricosa y de un gen para la resistencia a Erysiphe graminis. Sus trabajos encaminados a la obtención y mejora de nuevas variedades de trigo se pueden resumir destacando las más de cuatrocientas hibridaciones que dieron lugar a algunas variedades de trigo como las Trequejos, Lozano, Domingo, Tébar y Tabares, así como sobre la genética de la variedad de origen canadiense Reliance, que adaptó con éxito a las condiciones agrícolas de España. Además, también destacaron sus trabajos de introducción de variedades resistentes a las royas.
Manuel Alonso Peña fue un pionero de la idea de conjugar en el trigo la resistencia a las enfermedades y fenómenos meteorológicos (sequía, frío, etc) con la calidad en lugar de con la cantidad.